# Жубиаба (фильм)
«Жубиаба́» (порт. Jubiabá) — кинофильм совместного производства Франция-Бразилия снятый режиссёром Нелсоном Перейрой дус Сантусом в 1986 году по одноимённому роману классика бразильской литературы Жоржи Амаду.
Премьера состоялась 19 ноября 1986 года на Лондонском кинофестивале. В Бразилии фильм вышел в прокат в 1987 году. На французском телевидении шёл под названием «Бухта всех святых» (фр. Bahia de tous les saints).

## Краткое содержание
Действие происходит в 1920—1930-х годах в Салвадоре, в столице штата Баии. 
В фильме показана история любви негра Антониу Балдуину (Балду) и светловолосой португалки Линдиналвы, начавшейся с того времени, когда после сумасшествия тёти Луизы герой попадает в дом коммендатора Феррейры. Глава семейства с симпатией относится к негритёнку, впервые попавшего из трущоб в состоятельный дом в центре города. Из расовых предрассудков служанка Феррейры, Амелия, невзлюбила Балду, который по ряду обстоятельств вынужден покинуть дом благожелательного покровителя. Антониу становится во главе шайки уличных попрошаек. Совершив преступление, Балду вынужден бежать, работает на плантациях сахарного тростника, в цирке, выступает боксёром на ринге. Жених Линдиналвы отказывается от брака, когда Феррейра становится банкротом. Линдалва вынуждена определиться в публичный дом ради пропитания ребёнка, сына Балду, и умирает от болезни. Антониу становится во главе забастовки. Жубиаба, сын святого культа кандомбле, признаёт в Балду неоспоримого народного лидера.

## В ролях
- Жубиаба, отец святого — Гранде Отелу[порт.]
- Балду — Шарлис Фабиан[порт.] (Charles Baiano)
- Линдиналва — Франсуаза Гуссар (Françoise Goussard)
- Феррейра, коммендатор (comendador), отец Линдиналвы, португалец — Раймон Пеллегрен
- Амелия, служанка Феррейры — Катрин Рувель (Catherine Rouvel)
- Луиджи, патрон Балду на ринге и в цирке — Жюльен Гийомар
- Мадам Зайра, содержательница публичного дома — Бетти Фария
- Розенда — Зезе Мота (Zezé Motta)

## Восприятие и оценки
Нелсон Перейра дус Сантус был другом Жоржи Амаду, творчество которого, по признанию режиссёра, сыграло важную роль при становлении его собственного восприятия Бразилии, и в первом же его фильме «Рио, 40 градусов» (порт. Rio, 40 Graus) явно ощущается воздействие романов Амаду «Капитаны песка» и «Жубиаба». В интервью журналу Cult по случаю 100-летия со дня рождения писателя режиссёр сказал: «В 1930-е годы хэппи-энд героев Жоржи мог произойти лишь при их вступлении в коммунистическую партию, что в те времена являлось смелым, хорошим и многообещающим поступком, заключительной фазой становления их личности. Персонажи моих фильмов продолжают оставаться представителями фавел без принятия такого политического выбора».
После премьеры на 30-м фестивале в Лондоне фильм получил мало комплиментарные оценки: «Кроме хорошо преданной благодаря песням и танцам атмосферы Баии ничто более не привлекает внимания. Фильм не избежал жанровых клише, когда богатая блондинка становится проституткой и наркоманкой. <…> Непонятные и немотивированные многочисленные превращения героя сделали невозможным убедительное воплощение любого из таких эпизодов. <…> Неудовлетворительно исполнена роль Жубиабы».